# Estádio das Laranjeiras
Estádio das Laranjeiras (oficjalna nazwa Estádio Manoel Schwartz) – stadion piłkarski w Rio de Janeiro, Brazylia, na którym swoje mecze rozgrywa klub Fluminense FC. Jest jednym z najstarszych stadionów w Brazylii. Poprzednio stał tu stary stadion zbudowany w roku 1905.

## Historia
1902 – Fluminense nabywa grunty pod stadion przy Rua Guanabara.
1905 – Powstaje pierwsza odkryta trybuna na 5.000 osób.
1914 – Na Laranjeiras swój pierwszy mecz rozgrywa Reprezentacja Brazylii w piłce nożnej pokonując 2-0 angielski Exeter City.
11 maja 1919 – Stadion zostaje przebudowany, pojemność zwiększa się do 18,000. Następuje reinauguracja, a pierwszą bramkę na nowo otwartym obiekcie zdobywa Arthur Friedenreich, zawodnik reprezentacji Brazylii. W tym samym roku Brazylia jest gospodarzem Copa América, a wszystkie mecze odbywają się na Laranjeiras.
1922 – kolejna przebudowa stadionu, zwiększająca pojemność do 22,000. Brazylia ponownie zsotaje gospodarzem Copa América, a na Laranjeiras ponownie dobywają się wszystkie spotkania.
1 września 1946 – rekord frekwencji